# Mercat Municipal d'Almassora
El mercat Municipal d'Almassora, a la comarca de la Plana Alta, és un edifici catalogat com Bé de rellevància local i recollit al Catàleg de Béns i Espais Protegits, des d'octubre de 2006, estant publicat en el Butlletí Oficial Provincial des de juny de 2007. El seu codi d'identificació és: 12.05.009-013.

## Descripció
Es tracta d'un edifici construït seguint un estil eclèctic situat a la plaça del Mercat d'Almassora, utilitzat a lao llarg del temps per a usos comercials. L'evolució del mercat s'ha vist afectada per l'aparició de nous establiments comercials per la qual cosa ha hagut d'anar adaptant-se als canvis. L'Ajuntament d'Almassora tracta d'impulsar el comerç al Mercat Central promocionant el comerç de productes de proximitat.
El mercat disposa de diversos llocs en els quals es comercia tota mena de producte alimentós, en la seva majoria perible. També s'ha realitzat en les últimes modificacions, l'establiment d'una cafeteria i d'un quiosc de premsa.
Al voltant del mercat municipal s'estableixen mercats ambulants setmanals tots els dimarts i divendres. El caràcter de zona d'estiueig fa que el consistori d'Almassora permeti durant els mesos de juliol, agost i la primera quinzena de setembre, realitzar també un mercat ambulant els diumenges a la platja, al costat de l'Ermita Verge del Rosario. També se celebra, una vegada a l'any, per les festes de la Fira de Sant Andrés, últim cap de setmana de novembre, un mercat medieval en el nucli antic.